# 信道编码
在计算机科学领域，信道编码（channel code）被广泛用作表示编码错误监测和纠正的术语，有时候也可以在通信和存储领域用作表示数字调制方式。信道编码用来在数据传输的时候保护数据，还可以在出现错误的时候来恢复数据。
设计和分析信道编码的原理叫做噪音信道编码定理。